# Lignjun veliki
Lignjun veliki (lat. Todarodes sagittatus) ili totanj naš je najveći pripadnik reda Teuthoidea.

## Opis i rasprostranjenost
Dubina mora nedovoljno je istražen predjel koji u sebi krije mnoge tajne. Jadranske dubine u svjetskim razmjerima nisu strašne ali da bi ih se bolje upoznalo trebat će još proći određeni period. 
Naš najveći pripadnik reda teuthoidea, lignjun veliki naraste do skoro 1,5 metra i težina do 15 kilograma. Jedan od posljednjih pronađenih lignjuna je jedan lignjun pronađen na Talijanskoj plaži i težio je 12 kg. 
Odmah u startu razlika između liganja i lignjuna vidljiva je u peraji koja je kod njega trokutasta i kratka, lignja ima peraju dužine 2/3 plašta. Tijelo mu je usko a glava nešto veća od lignje, krakovi su snažniji i duži a dva lovna kraka ne mogu se uvući kao kod lignje i samo dva puta su duži od ostalih krakova. Na njima se nalazi 4 reda prijanjalki.  
Lignjun je čest stanovnik Jadrana a što se ide dublje to je češći i veći. Najveći lignjuni nalaze se na područjima preko 500 metara. Zadržava se bliže dnu te se tako puno lakše ulovi koćarskim mrežama. U športskom ribolovu ulovi se rijeko i najčešće mali primjerci koji noću dolaze nešto bliže površini. Veliki primjerci love se peškafondima u ostalim dijelovima Mediterana na velikim dubinama dok se u nas takva praksa ne provodi. Mrijest se odvija u hladnije doba godine, a njegova jajašca ne ostaju na dnu poput lignje već se mogu vidjeti kako plutaju morskom površinom kao želatinasta masa nošena strujama. 

## Lignjun veliki u ljudskoj prehrani
Često se pojavljuje u prodaji ali nije u gastronomiji cijenjen poput svog rođaka lignje jer mu je meso dosta tvrđe. Kod nekih ljudi zna izazvati i probavne smetnje.

## Vanjske poveznice
- Riblje oko  Arhivirana inačica izvorne stranice od 8. veljače 2010. (Wayback Machine)